# St. Michael (Burgweinting)

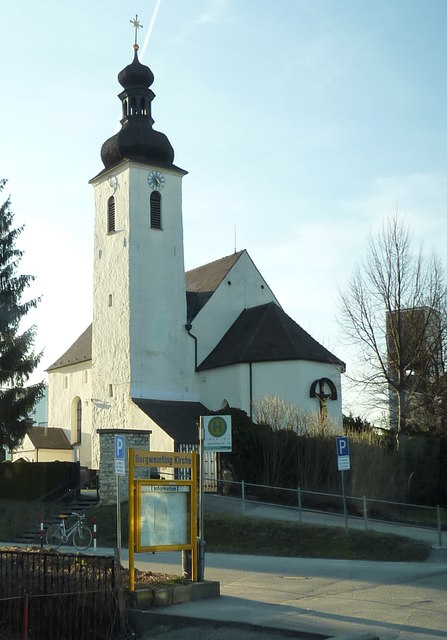
St. Michael in Burgweinting

Die denkmalgeschützte römisch-katholische Kirche St. Michael ist eine Nebenkirche in der Obertraublinger Straße 20 im Ortsteil Burgweinting der Stadt Regensburg, (Bayern).

## Geschichte
An der Chorwand des Langhauses ist ein Fischgrätmauerwerk zu finden, was auf die Errichtung im 12. Jh. hindeutet.
Die Kirche wird in der Chronik erstmals 1438 urkundlich erwähnt. Der in fünf Achteckseiten geschlossene gotische Chor stammt aus der ersten Hälfte des 15. Jahrhunderts. Im Dreißigjährigen Krieg wurde die Kirche nahezu völlig zerstört. 1657 stürzte der Turm ein und es erfolgte eine Erneuerung der Turmobergeschosse. Im 18. Jahrhundert wurde die Kirche barockisiert. 1793 erlitt die Kirche einen Blitzschaden. 1835 erfolgte eine Kirchensanierung. Um 1909 erfolgte der Anbau einer Lourdesgrotte durch Umbau des Allerseelenhauses. 1959 wurde die Kirche Innen und Außen renoviert. Dabei wurden auch die neoromanischen Altäre von 1890 durch „Zeitgemäße“ ersetzt. 1983 erfolgte nochmals eine Außenrenovierung und 1985 eine Innenrenovierung.
Die frühere Hauptkirche des Dorfes Burgweinting war für den seit den 1990er Jahren stark wachsenden Regensburger Stadtteil zu klein geworden, weshalb im nahen Umfeld die im Mai 2004 eingeweihte neue Hauptkirche St. Franziskus errichtet wurde.

## Bauwerk und Ausstattung
Die katholische Nebenkirche St. Michael ist ein im Kern romanischer giebelständiger Saalbau mit eingezogenem Chor und Chorflankenturm mit Zwiebelhaube.
Die spätbarocke Kanzel stammt aus dem Jahr 1720 und ist das einzig erhaltene Ausstattungsstück aus der Barockzeit. Unter dem Josefsaltar befindet sich das Grab Juliane Engelbrechts.
Eduard Hirnschrodt ersetzte 1947, teilweise unter Verwendung von Altteilen anderer Herkunft eine Vorgängerorgel. Die zweimanualige, pneumatische Hirnschrodt-Orgel hatte 13 Registern auf Kegelladen. Diese wurde wiederum durch eine zehnregistrige, zweimanualige Pfeifenorgel mit Schleifladen der Firma Georg Jann aus Allkofen (Niederbayern) ersetzt.